# Alois Kraus
Alois Kraus (2. července 1912 Praha – 7. září 2003 Praha) byl český inženýr, stavitel vodních děl, autor Orlické přehrady a odbojář.

## Život
Alois Kraus se narodil 2. července 1912. V roce 1935 absolvoval Fakultu inženýrského stavitelství na ČVUT, mezi lety 1935-1937 absolvoval vojenskou prezenční službu jako velitel nejprve pěší a poté zákopnické čety 10. roty pěšího pluku 28 Tyrše a Fügnera v Praze. Během prezenční služby absolvoval také školu na důstojníky pěchoty v záloze. Před druhou světovou válkou působil u české stavební firmy Lanna, odkud byl jako mladý inženýr vyslán na stavby na území Blízkého východu (konkrétně do Íránského Teheránu), kde na stavbě obilných kombinátů zažil v praxi masivní betonáže.

### Účast v odboji

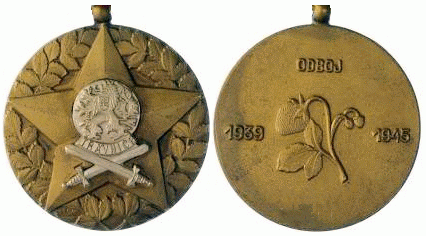
Pamětní medaile odbojové skupiny Trávnice

Tuto činnost přerušil vznik Protektorátu; po dobu války byl zapojen jako stavbyvedoucí na různých stavbách, např. na rekonstrukci Helmovského jezu v Praze. Na tomto jezu došlo i k nečekané krizové situaci, neboť bylo nutno likvidovat složitou havárii, při které byl jez prolomen nahromaděným ledem. Za údajné zpoždění při opravách následků této havárie byl vyslýchán gestapem. V roce 1942 se zapojil do protinacistického odboje, zpočátku prostřednictvím Kristy Lavičkové, po jejím zatčení a popravě samostatně zorganizoval v únoru 1944 vlastní skupinu, která se stala součástí ilegální organizace Trávnice. Po vypuknutí povstání v Praze 5. května 1945 svou jednotku mobilizoval a přesunul se s ní do pražských Vršovic, kde se stal zástupcem velitele vojenského velitelství této skupiny. Tentýž rok byl povýšen do hodnosti poručíka pěchoty v záloze a nadále se věnoval civilnímu povolání.

### Stavba vodních děl
V následujících letech převzal hned několik problémových rozestavěných československých přehrad. Přestože měl v plánu jiné projekty v Indii, v letech 1948-1953 nastoupil jako zástupce ředitele stavby Oravské přehrady na Slovensku, kde bojoval s nevhodným podložím pro stavbu betonové přehrady a musel přeprojektovat celou stavbu. Odtud byl ještě před jejím dokončením přesunut na stavbu vodního díla Slapy, jehož výstavbu vedl. U přehrady prosadil místo černého asfaltového nátěru líce hráze vyvinutí jiné, stříbrné látky, která později vyvolala paniku mezi československými tajnými službami, jelikož na leteckých radarech v noci slabě světélkovala.
Roku 1956 se stal podnikovým ředitelem n. p. Vodní dílo Orlík. Také spolupracoval na Nechranické přehradě a na přípravných pracích pro vodní díla Gabčíkovo-Nagymaros. S příspěvkem o budování Orlíka vystoupil v roce 1964 na konferenci ve Velké Británii, absolvoval studijní cesty v USA a Kanadě. V roce 1967 se stal prvním generálním ředitelem útvaru pro investiční výstavbu hlavního města Prahy, kde se zabýval přípravou stavby metra. Za normalizace byl jako nestraník a stoupenec obrodného procesu z roku 1968 z této funkce vyhozen. Od roku 1971 byl zaměstnán u podniku Uranové doly a do důchodu odešel v roce 1984.

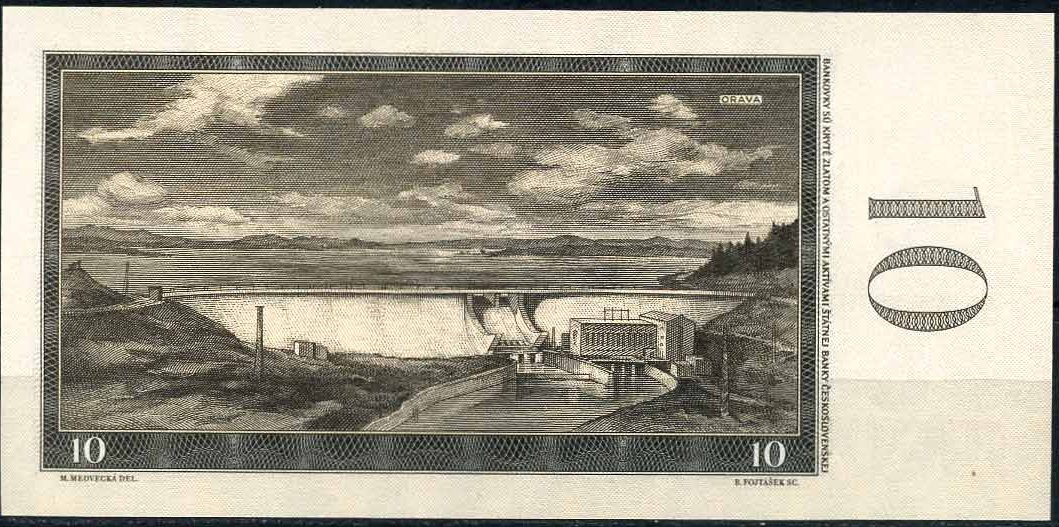
Stavba Oravské přehrady na rubu dobové bankovky o hodnotě 10 Kčs

Na většině vodních děl, která vedl, se mu povedlo kromě zdárného dokončení i zvýšit morálku dělníků. U Oravské přehrady pro dělníky vybudoval sociální zázemí a osobně vedl sokolskou organizaci. Jeho úspěchy na stavbě si nechtěli nechat líbit někteří místní funkcionáři a podle Krausových deníků mu někdo dvakrát poškodil brzdy automobilu a jednou přepiloval rám motocyklu, pokaždé ale vyváznul bez následků. Na Slapech pro politické vězně, kteří na stavbě museli pracovat, zařídil svářečské a betonářské kurzy. Na stavbách v rozporu s platnými předpisy nechával malovat některé umělce, jeden z obrazů místní malířky Márie Medvecké se později objevil na desetikorunové bankovce.
Měl syna Pavla a zemřel 7. září 2003.

## Ocenění
Za své úspěchy nikdy nebyl oceněn nebo vyznamenán, zatímco například předsedovi stranické organizace Dzuroškovi, který po Krausovi přebral dokončení Oravské přehrady, byl udělen Řád republiky.
Spisovatel a novinář Ladislav Mňačko mu ve své knize Opožděné reportáže věnoval krátký text Výletní loď.